# Jimmy Fallon
James Thomas Fallon (New York, 1974. szeptember 19. –) négyszeres Emmy- és Grammy-díjas amerikai humorista, színész, televíziós műsorvezető, énekes, író és producer. Leginkább a televíziós munkásságáról ismert, mint a Saturday Night Live szereplője.
Fallon a komédia és a zene iránti érdeklődéssel nőtt fel, 21 évesen Los Angelesbe költözött, hogy a stand-up comedyben rejlő lehetőségek után kutasson. 1998-ban kapott megbízást az NBC Saturday Night Live című műsorának stábtagjaként, ezzel egy életre szóló álma teljesült. Fallon 1998 és 2004 között hat évig maradt az SNL-ben, a műsor Weekend Update szegmensének társ-műsorvezetője volt, és eközben hírességgé vált. A műsort elhagyva a filmiparban helyezkedett el, és olyan filmekben játszott, mint a Taxi (2004) és a Szívem csücske (2005).
Filmes karrierje után Fallon 2009-ben tért vissza a televízióba, az NBC-n futó Late Night with Jimmy Fallon műsorvezetőjeként, ahol a zenére és a videojátékokra fektetett hangsúlyáról vált ismertté. Ebből a műsorból 2014-ben a hosszú ideje futó The Tonight Show hatodik állandó házigazdájává vált. Televíziós munkája mellett Fallon két komédiaalbumot és hét könyvet adott ki, amelyek elsősorban gyerekeknek szólnak.

## Élete
James Thomas Fallon 1974. szeptember 19-én született a New York-i Brooklyn Bay Ridge nevű városrészében, Gloria (született Feeley, 1949–2017) és James Fallon, Sr. (szül. 1948) fiaként. Ír, német és norvég származású. Apai nagyanyja, Luise Schalla német bevándorló volt Osterholz-Scharmbeckből, anyai nagyanyjának apja, Hans Hovelsen pedig norvég bevándorló volt Fredrikstadból, további dédnagyszülei a Galway megyéből származó ír Thomas Fallon és Louisa Stickever voltak, egy Franciaországban született ír és ír felesége lánya.

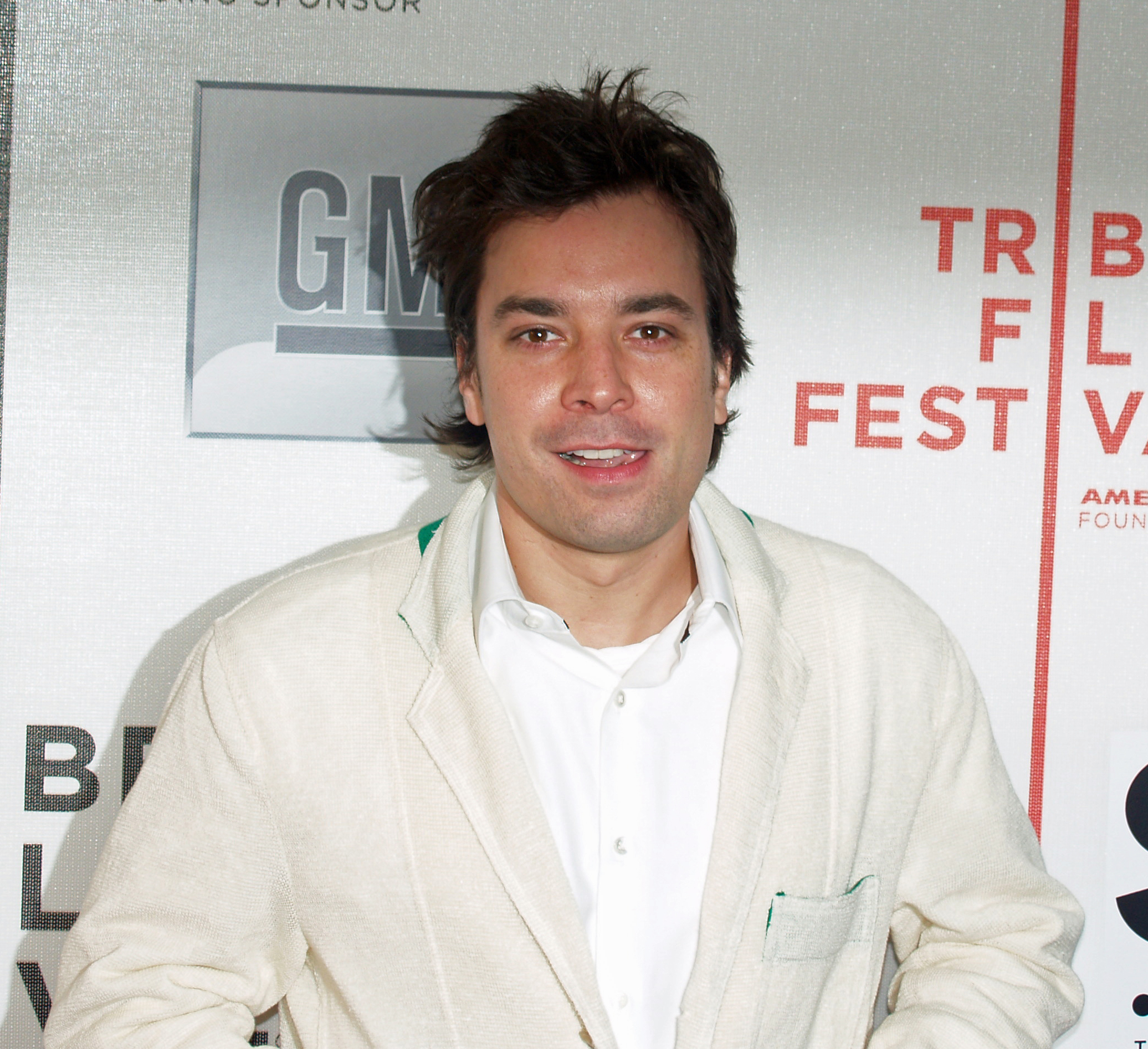
Fallon 2007-ben

Fallon apja kamaszkorában utcai doo-wop együttesekben énekelt, majd a vietnámi háborúban szolgált. Nem sokkal fia születése után gépjavítóként kezdett dolgozni az IBM-nél a New York állambeli Kingstonban. A felkészülés jegyében a család a közeli Saugertiesbe, New Yorkba költözött. Fallon gyermekkorát „idillinek” írta le, míg a szüleit túlságosan védelmezőnek jellemezték. Ő és nővére, Gloria nem hagyhatták el az otthonukat, és a hátsó udvaron kellett biciklizniük. Fallon a római katolikus iskolába, a St. Mary of the Snowba járt. A ministránsként szerzett élményei által inspirálva fontolgatta, hogy pap lesz, de helyette inkább a komédia érdekelte. Sok éjszakát töltött a The Dr. Demento Show című rádióműsor hallgatásával, amely megismertette őt mind a komédiával, mind a zenével; gyakran rögzítette azt egy tekercses magnóra.
Fallon tinédzserként megszállottja lett a Saturday Night Live című késő esti vígjátéknak. Vallásosan nézte, bár csak azokat a „tiszta részeket” nézhette, amelyeket a szülei felvettek neki. Ő és Gloria olyan jeleneteket játszottak újra a barátaival, mint például a "The Festrunk Brothers". Tizenéves korában lenyűgözte szüleit azzal, hogy megszemélyesítette többek között James Cagney színészt és Dana Carvey komikust. Zenei beállítottságú volt, és 13 évesen kezdett el gitározni. A későbbiekben versenyeken és műsorokban komédiázott és zenélt. Középiskolás korára már az osztály bohócának bélyegezték, de „kedvesnek és jól neveltnek” is tartották.
A Saugerties High Schoolban a legtöbb színpadi produkcióban szerepelt, és kétszer volt az osztály szociális igazgatója. Pee-wee Herman utánzásával megnyert egy fiatal komikusokból álló versenyt. 1992-ben érettségizett, majd a New York állambeli Albanyban a The College of Saint Rose-ra járt, ahol informatika szakon tanult, mielőtt a végzős évében kommunikációra váltott volna. Átlagos tanuló volt. Hétvégenként stand-up comedyt adott elő. Fallon gyakran szállt buszra nagynénje Fort Hamilton-i házától, hogy a Times Square-en lévő Caroline’s Comedy Clubban adjon elő produkciókat. Nem diplomázott le, mert félévvel korábban otthagyta a főiskolát, hogy komédiás karriert folytasson.
2009 májusában, 14 évvel később, visszatért, hogy átvegye a Bachelor of Arts diplomát kommunikációból, amelyet a Saint Rose tisztviselői adtak át neki, akik a televíziós munkájáért gyakorlati krediteket adtak neki. Osztálytársaihoz csatlakozva a Saratoga Performing Arts Centerben vette át diplomáját.

## Filmográfia

### Film
| Év   | Magyar cím                                         | Eredeti cím                         | Szerep                                        | Magyar hang    |
| ---- | -------------------------------------------------- | ----------------------------------- | --------------------------------------------- | -------------- |
| 2000 | Majdnem híres                                      | Almost Famous                       | Dennis Hope                                   | Breyer Zoltán  |
| 2003 | Csak az a szex                                     | Anything Else                       | Bob                                           | Seder Gábor    |
| 2003 |                                                    | The Scheme                          | Ray                                           |                |
| 2004 | Amerikai taxi                                      | Taxi                                | Andrew "Andy" Washburn nyomozó                | Széles László  |
| 2005 | Szívem csücskei                                    | Fever Pitch                         | Ben Wrightman                                 | Széles László  |
| 2006 | A bűvös körhinta                                   | The Magic Roundabout                | Dylan (hangja)                                |                |
| 2006 | Arthur és a villangók                              | Arthur and the Invisibles           | Tátombák herceg (hangja)                      | Baráth István  |
| 2006 | Hullócsillag                                       | Factory Girl                        | Chuck Wein                                    |                |
| 2008 | Apáról fiúra                                       | The Year of Getting to Know Us      | Christopher Rocket                            |                |
| 2009 | Hajrá Bliss!                                       | Whip It                             | Johnny Rocket                                 | Welker Gábor   |
| 2009 | Arthur: Maltazár bosszúja                          | Arthur et la vengeance de Maltazard | Tátombák herceg (hangja)                      | Baráth István  |
| 2010 | Arthur 3. – A világok harca                        | Arthur 3: la guerre des deux mondes | Tátombák herceg (hangja)                      | Baráth István  |
| 2011 | Bucky Larson: Született filmcsillag                | Bucky Larson: Born to Be a Star     | önmaga (cameo)                                |                |
| 2015 | Keményítőkúra                                      | Get Hard                            | önmaga (cameo) (stáblistán nincs feltüntetve) |                |
| 2015 | Ted 2.                                             | Ted 2                               | önmaga (cameo) (stáblistán nincs feltüntetve) |                |
| 2015 | Jurassic World                                     | Jurassic World                      | önmaga (cameo)                                | Kerekes József |
| 2015 | Jem and the Holograms                              | Jem and the Holograms               | önmaga (cameo)                                |                |
| 2016 | Popsztár: Soha ne állj le (a soha le nem állással) | Popstar: Never Stop Never Stopping  | önmaga (cameo)                                | Magyar Bálint  |
| 2019 | Apák (dokumentumfilm)                              | Dads                                | önmaga                                        |                |
| 2020 |                                                    | Siempre, Luis (dokumentumfilm)      | önmaga                                        |                |
| 2020 | A másik én                                         | The Stand In                        | önmaga                                        |                |
| 2022 | Vegyél el                                          | Marry Me                            | önmaga                                        |                |
| 2022 | A karácsony szellemében                            | Spirited                            | önmaga                                        |                |

### Televízió
| Év        | Magyar cím                     | Eredeti cím                                 | Szerep                   | Megjegyzések                                               |
| --------- | ------------------------------ | ------------------------------------------- | ------------------------ | ---------------------------------------------------------- |
| 1998–2004 | Saturday Night Live            | Saturday Night Live                         | önmaga / egyéb szereplők | 120 epizód                                                 |
| 1998      | Kerge város                    | Spin City                                   | Photographer             | 1 epizód                                                   |
| 2001      | Az elit alakulat               | Band of Brothers                            | George C. Rice alhadnagy | 1 epizód                                                   |
| 2001      | 2001-es MTV Movie Awards       | 2001 MTV Movie Awards                       | önmaga (házigazda)       | különkiadás                                                |
| 2002      | 2002-es MTV Video Music Awards | 2002 MTV Video Music Awards                 | önmaga (házigazda)       | különkiadás                                                |
| 2003      | David Letterman Show           | Late Show with David Letterman              | önmaga (házigazda)       | 1 epizód                                                   |
| 2005      | 2005-ös MTV Video Music Awards | 2005 MTV Movie Awards                       | önmaga (házigazda)       | különkiadás                                                |
| 2009–2012 | A stúdió                       | 30 Rock                                     | önmaga / fiatal Jack     | 4 epizód                                                   |
| 2009–2014 |                                | Late Night with Jimmy Fallon                | önmaga (házigazda)       | 969 epizód forgatókönyvíró                                 |
| 2009–2010 |                                | The Electric Company                        | önmaga                   | 8 epizód                                                   |
| 2009–2020 | Macy’s hálaadásnapi parádéja   | Macy's Thanksgiving Day Parade              | önmaga                   | 7 epizód                                                   |
| 2009      | Szezám utca                    | Sesame Street                               | vadonban túlélő srác     | 1 epizód                                                   |
| 2009      | Family Guy                     | Family Guy                                  | önmaga                   | 1 epizód                                                   |
| 2009      | Gossip Girl – A pletykafészek  | Gossip Girl                                 | önmaga                   | 1 epizód                                                   |
| 2010      | 62. Primetime Emmy-gála        | 62nd Primetime Emmy Awards                  | önmaga (házigazda)       | különkiadás                                                |
| 2010      |                                | Delocated                                   | önmaga                   | 1 epizód                                                   |
| 2011      |                                | Silent Library                              | önmaga                   | 1 epizód                                                   |
| 2011–2017 | Saturday Night Live            | Saturday Night Live                         | önmaga (házigazda)       | 3 epizód                                                   |
| 2012      | iCarly                         | iCarly                                      | önmaga                   | 1 epizód                                                   |
| 2012–2013 | Apaütők                        | Guys with Kids                              | ismeretlen szerep        | 17 epizód társ-megalkotó, író, vezető producer             |
| 2014–     |                                | The Tonight Show Starring Jimmy Fallon      | önmaga (házigazda)       | író és producer                                            |
| 2015–2019 | Playback párbaj                | Lip Sync Battle                             | önmaga                   | 1 epizód (Dwayne Johnson vs. Jimmy Fallon) vezető producer |
| 2015      | Louie                          | Louie                                       | önmaga                   | 1 epizód                                                   |
| 2015      |                                | The Spoils Before Dying                     | Kenneth Bluntley nyomozó | 1 epizód                                                   |
| 2015      |                                | The Jim Gaffigan Show                       | önmaga                   | 1 epizód                                                   |
| 2016      |                                | Maya & Marty                                | Todd                     | 1 epizód                                                   |
| 2017      | 74. Golden Globe-gála          | 74th Golden Globe Awards                    | önmaga (házigazda)       | különkiadás                                                |
| 2017      |                                | Saturday Night Live Weekend Update Thursday | George Washington        | 1 epizód                                                   |
| 2019      | A fiúk                         | The Boys                                    | önmaga                   | 1 epizód                                                   |
| 2019–2023 |                                | Jimmy Kimmel Live!                          | önmaga                   | 6 epizód                                                   |
| 2021      |                                | Girls5eva                                   | önmaga                   | 1 epizód                                                   |
| 2021      | Gyilkos a házban               | Only Murders in the Building                | önmaga                   | 1 epizód                                                   |
| 2021      |                                | 5 More Sleeps 'Til Christmas                | narrátor                 | különkiadás                                                |
| 2022      | Fleishman bajban van           | Fleishman Is in Trouble                     | önmaga                   | 1 epizód                                                   |